# Nové Dvory (Litoměřicei járás)
Nové Dvory település Csehországban, a Litoměřicei járásban. Nové Dvory Židovice, Roudnice nad Labem, Hrobce, Budyně nad Ohří, Doksany, Brozany nad Ohří és Dušníky településekkel határos. Lakosainak száma 387 fő (2024. január 1.).

## Népesség
A település lakosságának változását az alábbi diagram mutatja:
| Lakosok száma | 461  | 553  | 646  | 425  | 397  | 393  | 406  | 394  | 395  | 387  |
|               | 1869 | 1900 | 1921 | 1961 | 1980 | 2011 | 2016 | 2019 | 2021 | 2024 |